# جريبوفسكي جي-27
طائرة جريبوفسكي جي-27 (بالروسية: Грибовский Г-27) هي طائرة بمحركين من تصميم الطيار السوفيتي فلاديسلاف جريبوفسكي والتي صممها أثناء عمله في مكتب التصميم التجريبي-28

## تطوير الطائرة
تم تطوير الطائرة الخشبية ذات الثلاثة مقاعد والجناح المنخفض، كطائرة تدريب لطواقم الطائرات متعددة المحركات. وهي الطائرة الوحيدة من تصميم جريبوفسكي ذات محركين من نوع المحركات الشعاعية. اختار جريبوفسكي أن تكون معدات (منظومة) الهبوط قابلة للطي في الجهة السفلية لجسم الطائرة. ولهذا الغرض، كانت الطائرة تحتوي على صندوق قنابل وعدد من أقفال القنابل لحفظ قنابل التدريب. في المقدمة الزجاجية للطائرة كان هناك مكان لملاح الطائرة المختص بإسقاط القنابل على الأهداف. كان الطائرة ذات تحكم مزدوج. تم استبدال محركات M-11 لاحقًا بمحركات M-11E الأكثر قوة وبقوة 118 كيلو واط (160 حصان)، سداسية الاسطوانات، وكلها من محركات شفيتسوف إم-11.
في عام 1938 تم الانتهاء من تصنيع الطائرة في مصنع الطائرات الشراعية التابع لمنظمة أسوأفياخيم في توسكينو. قامت الرحلة التجريبية الأولى للطائرة في 10 فبراير 1939. أثناء الرحلات التجريبية، لم يكن ممكنًا تشغيل جهاز الهبوط القابل للطي بسبب فقده لأجزاء مهمة. بسبب التحميل الزائد للجناح، كان من الصعب التحكم في الطائرة، خاصة أثناء الطيران البطيئ. بعد عدة محاولات، تم إيقاف تشغيل الطائرة لأنه تم تكليف جريبوفسكي بتطوير طائرات شحن شراعية، كما كانت طائرة مماثلة وهي ياكوفلوف يو تي-3 (Jakowlew UT-3)، قيد الإنتاج المتسلسل بالفعل.

## البيانات الفنية للطائرة
| الأوصاف                 | البيانات                         |
| ----------------------- | -------------------------------- |
| الطول                   | 6.99 م                           |
| الباع                   | 10.60 م                          |
| ارتفاع                  | 2.57 م                           |
| جناح الطائرة            | 17.00 متر مربع                   |
| امتداد الجناح           | 6.6                              |
| كتلة فارغة (بدون أحمال) | 900 كجم                          |
| الكتلة عند الإقلاع      | بحد أقصى 1300 كجم                |
| السرعة القصوى           | 240 كم / ساعة بالقرب من الأرض    |
| سرعة الانطلاق           | 200 كم / ساعة                    |
| سرعة الهبوط             | 80 كم / ساعة                     |
| أعلى إرتفاع             | 4000 م                           |
| نطاق                    | 600 كم                           |
| المحركات                | 2 × شفيتسوف M-11                 |
| قوة الأداء              | كل 74 كيلو واط (حوالي 100 حصان)  |
| قوة الانطلاق            | 81 كيلو واط (110 حصان) لكل منهما |

## روابط إنترنت
- Грибовский Г-27.